# 高城村 (島根県那賀郡)
高城村（たかぎむら）は、島根県那賀郡にあった村。現在の浜田市の一部にあたる。

## 地理
河川：長安川、小坂川、栃木川、門田川

## 歴史
- 1889年（明治22年）4月1日、町村制の施行により、那賀郡高内村、門田村、小坂村、栃木村が合併して村制施行し、高城村が発足[2]。
- 1922年（大正11年）7月1日 - 那賀郡長安村と合併し安城村を新設して廃止された[1][2]。